# Саарио, Эса
Эса Матти Саарио (фин. Esa Matti Saario; род. 22 ноября 1931, Нумми, Уусимаа) — финский актёр театра и кино.

## Биография
Родился в крестьянской семье в Нумми (ныне часть муниципалитета Лохья) в Южной Финляндии. В 1956 году поступил в Хельсинкскую театральную академию, которую благодаря своей одаренности окончил за два года, на год ранее положенного.
Саарио работал в Финском национальном театре с 1958 по 1997 год до ухода на пенсию. За свою карьеру в театре сыграл около 100 ролей, первую в 1954 году и последнюю в 2001 году. Среди них Матти в Herra Puntilan, Оргон в «Тартюфе» (1973), Чехова в «Чеховской Ялте» (1983), Вентти-Вилле в комедии Мика Валтари Omena putoaa (1987), Паасикиви в пьесе Tie talvisotaan (1989) и Адольфа в Tohvelisankarin rouvan (1997).
Саарио много работал на радио YLE, участвуя в различных радиопередачах и аудиоспектаклях.
Первые ролями Саарио в кино были в фильмах «Свен Туува» (1958) и Kankkulan kaivolla (1960). Его самые известные роли в кино — социал-демократический политик Янне Кививуори в фильмах «Здесь, под Полярной звездой» (1968) и «Аксели и Элина» (1970), основанные на романе Вяйно Линна.
В начале 1960-х годов Саарио записал с Майкки Лянсиё несколько детских песен. В 1972 году он записал с помощью хора стихотворение Макса Лоурмана Desiderata. Также Саарио участвовал в записи многих аудиокниг.
Саарио был членом Союза финских актёров, а также входил в совет Национальной ассоциации актёров театра и в совет Национального театра. Кроме того, Саарио является заядлым пчеловодом.
Саарио написал две книги о диалекте Нумми. В первой из них он также рассказывает о местных поэтах и композиторах. Книги изданы Эса Саарио и ассоциацией Нумми-Сеура.
Женат. Супруга — Аня Сиско Теллерво Ахтила.